# Ravenstein-Klasse
Die als Ravenstein-Klasse bezeichnete Schiffsklasse ist eine Baureihe von drei Frachtschiffen des Norddeutschen Lloyd (NDL). Die Schiffsneubauten waren während des Zweiten Weltkriegs bestellt worden. Nach Kriegsende wurden das Schiffstrio schließlich für die Reederei Compagnie Maritime Belge (CMB) fertiggestellt und 1955 erneut vom NDL angekauft.

## Geschichte

### Bauzeit und Einsatz bei der CMB
Während des Krieges bestellte der NDL drei Frachtmotorschiffe mit ungewöhnlichem Dreischraubenantrieb bei der Werft J. Cockerill in Hoboken bei Antwerpen. Die Ablieferung dieser als Coburg, Marburg und Regensburg auf Kiel gelegten Schiffe war ursprünglich für 1943 geplant, was sich aber durch Kriegseinflüsse verzögerte.
Der Bau des ursprünglichen Typschiffs des Trios, der von der Deutschen Kriegsmarine beschlagnahmten Coburg, die als Versorger fertiggestellt werden sollte, wurde Anfang August 1943 forciert, indem die Bauarbeiten am dritten Bau der Serie, der Regensburg gestoppt wurden. Am 8. Dezember 1943 wurde das Schiff zu Wasser gelassen und am 4. September 1944 beim deutschen Rückzug an der Werft versenkt. Schon am 27. Dezember wurde das Schiff gehoben und am 23. April 1946 als Stavelot an die Antwerpener Reederei CMB geliefert.
Die Marburg wurde am 17. Mai 1944 für den Lloyd zu Wasser gelassen und am 4. September 1944 beim deutschen Rückzug an der Werft versenkt. Im Oktober hob man das Schiff und baute es für belgische Rechnung fertig. Am 7. Oktober 1946 übernahm die CMB das Schiff als Houffalize.
Die Kiellegung der Regensburg fand 1943 statt, am 4. August 1943 wurden die Bauarbeiten am Schiff jedoch zugunsten des Weiterbaus der Coburg unterbrochen. 1944 beschlagnahmte Belgien das Kasko auf der Helling. Nach namenlosem Stapellauf am 14. Februar 1946 wurde das fertiggestellte Schiff schließlich am 27. Juli 1947 als Bastogne an die CMB übergeben.

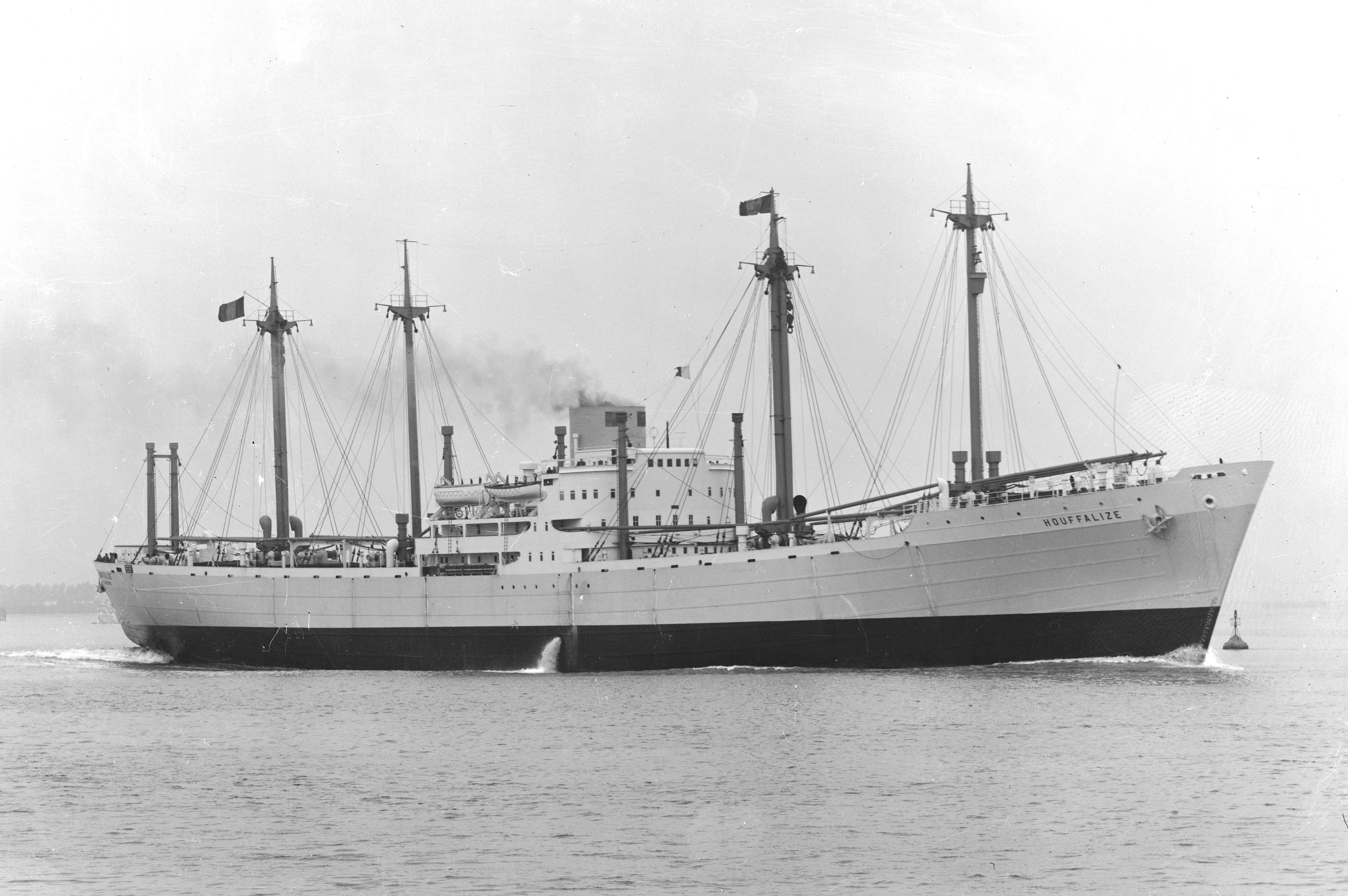
Die Houffalize der Compagnie Maritime Belge

Die Compagnie Maritime Belge setzte das Stavelot, Houffalize und Bastogne-Trio bis 1955 im Liniendienst zwischen Antwerpen und New York ein.
Der Norddeutsche Lloyd hatte währenddessen ab 1950, nach der weitgehenden Lockerung der Schiffbaubeschränkungen des Potsdamer Abkommens, bis 1955 am Neuaufbau seiner Frachtschiffsflotte gearbeitet. Zusätzlich waren ehemalige Lloydschiffe von ausländischen Reedereien zurückgekauft worden. Beginnend mit der Rheinstein-Klasse waren die NDL-Flotte wieder auf 27 Frachtschiffe angewachsen. So konnte 1955 auch die Serie der drei im Krieg für den NDL gebauten Frachtschiffe von der CMB erworben werden.

### Einsatz beim NDL
Als namensgebendes erstes Schiff der Klasse übernahm der Lloyd am 25. März 1955 die Bastogne als Ravenstein. Am 11. Mai 1955 übernahm der NDL die Stavelot als Rothenstein, und am 19. Juli 1955 taufte man die Houffalize in Reifenstein um. Zunächst wurden alle drei Schiffe im Ostasien-Dienst eingesetzt. Die Rothenstein erhielt die zusätzliche Funktion als Ausbildungsschiff für bis zu 18 Kadetten.

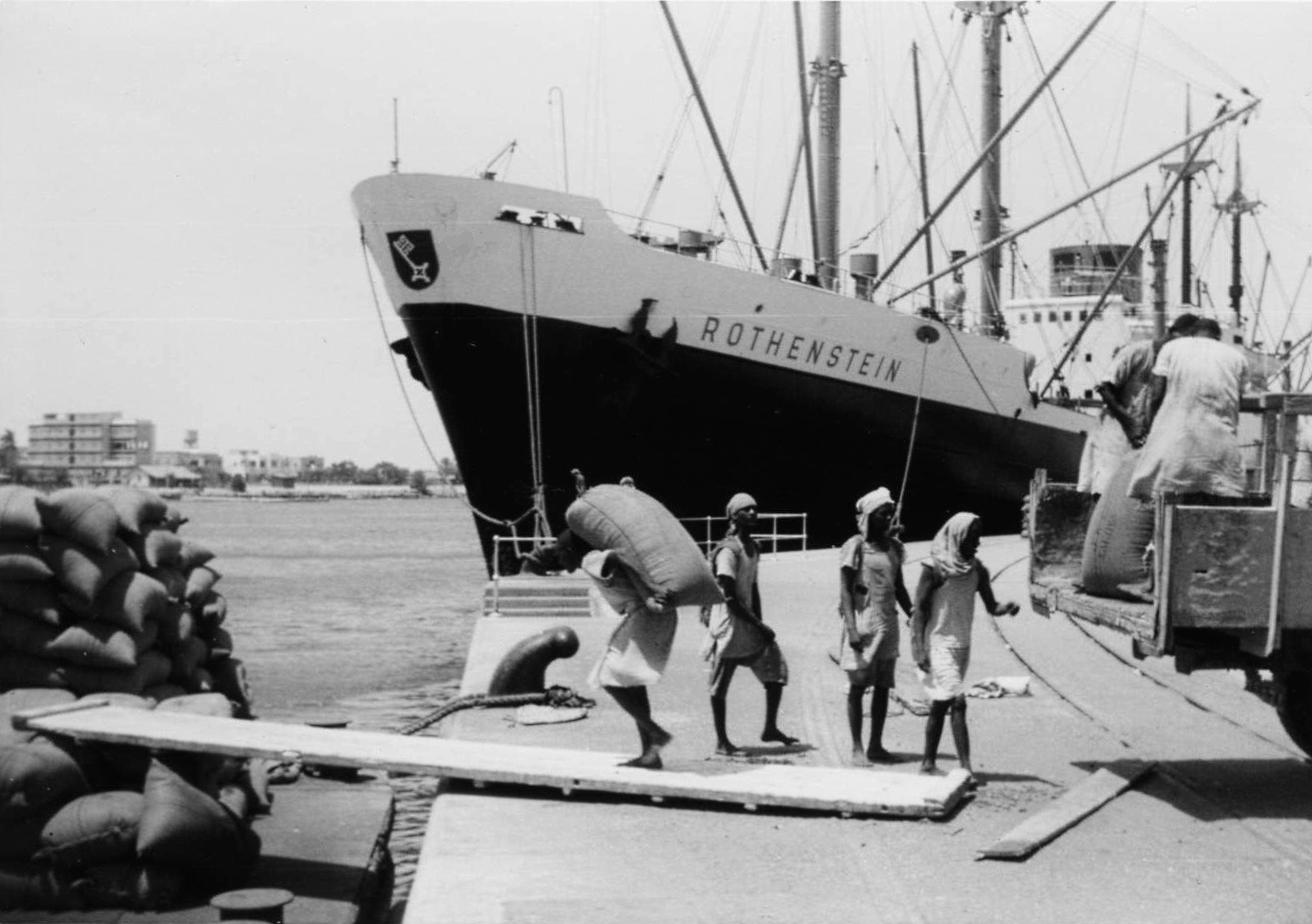
Verladung von Sackgut auf die Rothenstein in Port Sudan, 1960

Vom Juni bis zum Dezember 1961 baute die Bremer Vulkan-Werft die Antriebsanlagen in jeweils drei neue MAN-Vulkan 5-Zylinder-Dieselmotoren um, dabei erhielt die Ravenstein als einziges Schiff der Baureihe einen längeren Schornstein. Die Schiffe gingen am 1. September 1970 bei der Fusion des NDL mit der HAPAG in das gemeinsame Eigentum der neugegründeten Hapag-Lloyd über. Ravenstein und Reifenstein wurden danach im Australien-Dienst eingesetzt, die Rothenstein wechselte auf den Westküste-Südamerika-Dienst.

### Spätere Karriere
Schon am 11. August 1971 veräußerte die Hapag-Lloyd die Schiffe an die Coustoula Shipping Co., Famagusta. Die Namen der drei Schiffe wurden dabei abgeschnitten. Die Reifenstein fuhr fortan als Reifens und ging 1972 an Elektra Shipping Co. in Famagusta. Am 22. Februar 1978 traf das Schiff zur Verschrottung in Kaohsiung ein. Die frühere Ravenstein lief als Ravens weiter und wurde 1974 am Olistim Navigation Co. in Limassol weitergegeben, bevor sie am 10. Juni 1978 von Basrah kommend am 21. Juni 1978 zum Abwracken in Gadani eintraf. Die Rothenstein erhielt den Namen Rothens und wurde 1972 von der Tatjana Shipping Co. in Famagusta übernommen. Als letztes Schiff der Klasse erreichte auch sie am 16. März 1979 Kaohsiung zum Abbruch.

## Die Schiffe
| Die Frachtmotorschiffe der Ravenstein-Klasse | Die Frachtmotorschiffe der Ravenstein-Klasse | Die Frachtmotorschiffe der Ravenstein-Klasse | Die Frachtmotorschiffe der Ravenstein-Klasse | Die Frachtmotorschiffe der Ravenstein-Klasse                                                                                           |
| -------------------------------------------- | -------------------------------------------- | -------------------------------------------- | -------------------------------------------- | --- |
| Bauname                                      | Bau- nummer                                  | IMO- Nummer                                  | Stapellauf Ablieferung                       | Umbenennungen und Verbleib |
| Coburg                                       | 695                                          | 5300950                                      | 8. Dezember 1943 23. April 1946              | In Fahrt gesetzt als Stavelot→ Rothenstein→ Rothens → ab 16. März 1979 Abbruch bei Long Jong Industry Company in Kaohsiung             |
| Marburg                                      | 696                                          | 5292335                                      | 17. Mai 1944 7. Oktober 1946                 | In Fahrt gesetzt als Houffalize→ Reifenstein→ Reifens→ ab 22. Februar 1978 Abbruch bei Long Hong Steel Enterprise Company in Kaohsiung |
| Regensburg                                   | 697                                          | 5290765                                      | 14. Februar 1946 27. Juli 1947               | In Fahrt gesetzt als Bastogne→ Ravenstein→ Ravens→ ab 15. Januar 1979 Abbruch bei Capricorn Enterprises in Gadani                      |